# Okamžitá platba
Okamžitá platba, někdy označovaná jako platba v reálném čase nebo instantní platba je způsob elektronické transakce finančních prostředků, který umožňuje téměř okamžitý převod peněz mezi bankovními účty. To je velký rozdíl proti předchozím termínům v délce jednoho až tří pracovních dnů, které byly běžné přibližně do roku 2010.
Rada Euro Retail Payments Board (ERPB) v roce 2018 definovala okamžité platby jako: Elektronická maloobchodní platební řešení dostupná 24/7/365, která vedou k okamžitému nebo téměř okamžitému mezibankovnímu zúčtování transakce a připsání na účet příjemce s potvrzením plátci během několika sekund od zahájení platby.

## Regulace
Dne 8. 4. 2024 vstoupilo v platnost nařízení Evropského parlamentu a Rady (EU) 2024/886, 
které stanovuje podmínky pro okamžité platby v eurech pro fyzické a právnické osoby v EU a zemích EHP. Nařízení aktualizuje takzvané SEPA platby v eurech tím, že nově budou fyzické a právnické osoby provádět a přijímat přeshraniční platby v eurech za stejných podmínek, jako platby domácí. Nově budou poskytovatelé platebních služeb ověřovat, zda číslo platebního účtu odpovídá jménu příjemce a v případě odchylky budou povinni plátce na možnou chybu upozornit ještě před uskutečněním transakce.

## Česká a Slovenská republika
V ČR okamžité platby spustila 1. února 2019 Air Bank, zpočátku s korunovým příplatkem oproti standardnímu převodu.
V únoru je naostro nabídla i Česká spořitelna – pilot už 20. listopadu 2018. Jako třetí se v dubnu přidala Creditas. Ostatní se přidaly později. Jako jediná retailová banka bez okamžitých plateb tak koncem roku 2024 zůstane Trinity. Okamžité SEPA platby v eurech poskytují v Česku zatím jen Oberbank (od roku 2020, prostřednictvím své rakouské centrály), J&T Banka a Fio. Pro české klienty jsou okamžité SEPA platby dostupné i v aplikacích Revolut nebo Wise.
První banky na Slovensku spustily tuzemské okamžité platby teprve v únoru 2022. Byly to Slovenská sporiteľňa, Tatra banka, VÚB a J&T Banka.